# خانه ملکه توران
خانه توران امیرسلیمانی خانه‌ای با مساحت پنج هزار متر و با دیرینگی ۹۴ سال در خیابان پسیان تهران بود که در تاریخ ۲۸ تیر ۱۳۹۵ بخش‌هایی از آن توسط کمیته امداد امام خمینی تخریب شد. سازمان میراث فرهنگی در همان روز (۲۸ تیر ۱۳۹۵) پس از آغاز تخریب، این خانه را با شماره ثبت ۳۱۵۳۸ در فهرست آثار ملی کشور ثبت اضطراری نمود. در حالی که در قوانین موجود، اصلاً فرآیندی با نام ثبت اضطراری پیش‌بینی نشده بود و نهایتاً خانه ملکه توران به طور کامل توسط مالک خصوصی تخریب شد.
این خانه یکی از نخستین ساختمان‌های مدرن تهران بود و با پهنهٔ پنج هزار متر در ضلع جنوب غربی تقاطع پسیان و کوچه اسماعیلی در منطقه زعفرانیه قرار داشت.

## تاریخچهٔ احداث
در کتاب‌های تاریخی آمده‌است که در ملکی نزدیک به خیابان پهلوی برای توران امیرسلیمانی، عمارتی ساخته می‌شود که احتمالاً منظور از این عمارت، همین خانه بوده‌است. حتی در برخی دیگر از منابع تاریخی به این نکته اشاره شده که ملکه توران، بعد از آنکه دریافت، شمس پهلوی در تکاپوی ساختن مهرشهر کرج و بنای کاخی در این محدوده است، بر آن شد تا توران‌شهر را در برابر مهرشهر علم کند و در این راه از معماران آلمانی کمک گرفت. پس بعید نیست این عمارت باقی‌مانده از همسر سوم رضاشاه، معماری آلمانی داشته باشد، زیرا ویژگی‌های منحصربه‌فرد بنا نیز از نگاه مفهومی معماری آلمان به مقوله ویلاسازی حکایت دارد.

ملکه توران (قمرالملوک امیرسلیمانی)، همسر سوم رضاشاه، دختر عیسی‌خان مجدالسلطنه امیرسلیمانی و نوه مهدی‌قلی‌خان مجدالدوله از رجال دربار قاجار بود؛ او در سال ۱۳۰۱ در ۱۹ سالگی همسر رضاخان شد و در سال ۱۳۰۲ بر اثر ناسازگاری از رضاشاه جدا شد. براساس روایت‌های تاریخی، پس از ازدواج «برای اینکه همسران شاه از هم دور باشند و حسادت‌های زنانه باعث بروز مشکلات ویژه‌ای برایشان نشود، خانه جدیدی در حوالی چهارراه پهلوی برای توران احداث شده‌است»؛ بنابراین به احتمال قوی، تاریخ احداث بنا پس از این سال‌هاست.

## تخریب
خبر تخریب قریب‌الوقوع این خانه در رسانه‌ها بازتاب گسترده‌ای یافت که به ثبت اضطراری این بنا در فهرست میراث فرهنگی منجر شد. با این حال و به رغم مخالفت‌های فراوان، شبانه توسط مالک تخریب شد. این خانه در یکی از صحنه‌های فیلم مستند باد صبا که دربارهٔ مردم و طبیعت ایران توسط آلبرت لاموریس در سال ۱۹۶۹ ساخته شده‌است، به عنوان یکی از نمونه‌های معماری مدرن به نمایش درآمده است.
کمیته امداد با صدور اطلاعیه‌ای اعلام کرده که «مجوزهای قانونی» برای تخریب خانه «قمرالملوک امیر سلیمانی» معروف به خانه «ملکه توران» همسر سوم رضاشاه را در اختیار داشته‌است. در این اطلاعیه آمده است که خانه تاریخی توران در طول سال‌های گذشته به‌عنوان لکه فرهنگی یا دارای ارزش در فهرست آثار ملی ثبت نشده و هیچ‌گونه مراجعه‌ای نیز تا بعداز ظهر روز تخریب ساختمان برای بررسی وضعیت ملک مورد نظر به عمل نیامده بود.
در واکنش به اطلاعیه کمیته امداد، وبگاه رادیو زمانه در اقدامی جانبدارانه علیه کمیته امداد امام خمینی عبارت «لکه فرهنگی» را در اطلاعیه آن سازمان، مانند لکه ننگ تفسیر کرده است و به کمیته امداد تاخته است. در حالی که «لکه فرهنگی» به معنای محدوده دارای ارزش فرهنگی است.